# Patalino
Domingos Carrilho Demétrio, plus communément appelé Patalino, est un footballeur portugais né le 29 juin 1922 à Elvas et mort le 28 juillet 1989. Il évoluait au poste d'attaquant.

## Biographie

### En club
Il évolue durant toute sa carrière en Alentejo, notamment dans les clubs les plus réputés de la région : le SL Elvas, le O Elvas CAD et le Lusitano de Évora,,.
Il dispute 187 matchs pour 124 buts marqués en première division portugaise durant 9 saisons,.

### En équipe nationale
International portugais, il reçoit trois sélections toutes en amicales en équipe du Portugal entre 1949 et 1951, pour deux buts marqués.
Son premier match est disputé le 15 mai 1949 contre le pays de Galles, il marque un but lors de cette rencontre (victoire 3-2 à Oeiras).
Il dispute un match amical le 8 avril 1951 contre l'Italie (défaite 1-4 à Oeiras).
Il marque un but lors de son dernier match disputé le 19 mai 1951 contre l'Angleterre (défaite 2-5 à Liverpool).

## Palmarès
Avec le Elvas CAD :
- Vainqueur de la première division de Portalegre en 1951 et 1952
- Vainqueur du Championnat de Portalegre en 1947